# 제이슨 더글러스

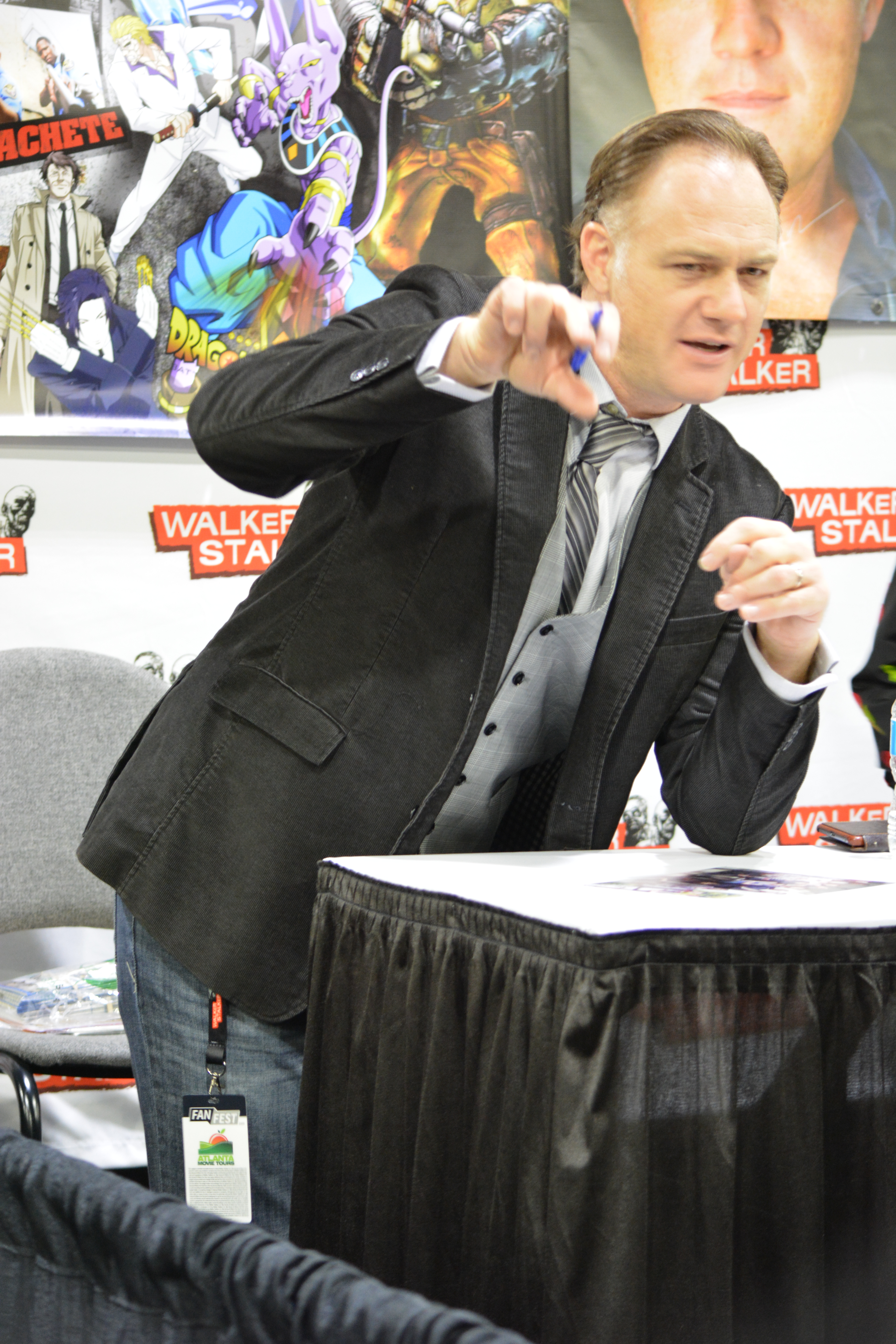

제이슨 더글러스(Jason Douglas, 1973년 2월 14일 ~ )는 미국의 영화배우, 연극 배우, 텔레비전 배우, 성우이다. 아칸소주에서 태어났다.

## 영화
- 드로파 (2018년) - 미케일 역, 미케일 역
- 라스트 맨 클럽 (2016년)
- 잭 리처: 네버 고 백 (2016년) - 보안관 역
- 오스프리 (2015년)
- 아웃로 프라핏: 워렌 제프스 (2014년)
- 투 스텝 (2014년)
- 멘, 우먼 & 칠드런 (2014년)
- 더 파크랜드 (2013년) - 켄 호 역
- 써먼즈 (2012년)
- 매스 이펙트: 파라곤 로스트 (2012년)
- 마셰티 (2010년)
- 월드 트레져 3 - 유다 성배의 저주 (2008년)
- 루피언 (2007년)
- 프리모니션 (2007년)
- 플래닛 테러 (2007년) - 루이스 역
- 노인을 위한 나라는 없다 (2007년) - 모텔 택시기사 역
- 로스트 룸 (2006년)
- 스캐너 다클리 (2006년)
- 인투 더 웨스트 (2005년)
- 씬 시티 (2005년)
- 엘펜리트 (2004년)
- 크르노 크루세이드 (2004년)
- 신암행어사 (2004년)
- 풀 메탈 패닉 - 2기 (2003년)
- 키노의 여행 (2003년)
- 세컨핸드 라이온스 (2003년)
- 초중신 그라비온 (2002년)
- 아즈망가 대왕 - 2002년 시리즈 (2002년)
- 레드 잉크 (2000년)
- 신 - 더 무비 (2000년)
- 더블 크라임 (1999년)
- 나데시코 더 무비: 더 프린스 오브 다크니스 (1998년)
- 더티 페어 플래시 (1994년)
- 성전사 단바인 (1983년)